# Йовсъю
Йовсъю (устар. Иовсю) — река в России, протекает на северо-западе Удорского района Республики Коми. Правый приток реки Зырянская Ежуга.
Длина реки составляет 24 км.
Истоки реки находятся у северо-восточной окраины болота Двойник. Течёт по лесной болотистой местности. Генеральным направлением течения является север. Крупнейший приток — Западная Йовсъю.

## Данные водного реестра
По данным государственного водного реестра России относится к Двинско-Печорскому бассейновому округу, водохозяйственный участок реки — Мезень от истока до водомерного поста у деревни Малонисогорская. Речной бассейн реки — Мезень.
Код объекта в государственном водном реестре — 03030000112103000048099.